# Centre d'innovation et de recherche franco-allemand associé de Metz
Pour les articles homonymes, voir CIRAM.
Le Centre d'Innovation et de Recherche franco-allemand Associé de Metz (CIRAM) est un centre de recherche implanté sur le Technopôle de Metz.
Il regroupe des laboratoires de recherche et de conception travaillant essentiellement dans les domaines des matériaux intelligents et de la métallurgie.
Il a été inauguré le 15 décembre 2006.

## Affiliation
Ce centre a été créé autour de 3 institutions :
- Arts et Métiers ParisTech (ENSAM), école d'ingénieur généraliste, partenaire principale du CIRAM
- l'ENIM
- l'Université Paul-Verlaine

## Organismes
Le CIRAM héberge les activités de plusieurs organismes :
- Materalia (Pôle de compétitivité matériaux)[2]
- LEM3 (Laboratoire d’étude des microstructures et de mécanique des matériaux)[3]
- ARTS (Association de Recherche Technologique et Science)
- IRT M2P (institut de recherche technologique : Matériaux, Métallurgie, Procédés)

Vue du centre de recherche.